# Zhang Youdai
Zhang Youdai (chinesisch 张有待, * in Peking) ist ein chinesischer DJ und Musikproduzent. Er gilt als einer der Vorreiter der DJ-Kultur in China und widmet sich vor allem der Verbreitung von Rockmusik, Jazz und elektronischer Musik. Sein Künstlername ist "YouDai", ein Wortspiel mit seinem Namen; Youdai bedeutet „der mit der Kassette“.

## Biografie
Zhang Youdai studierte Dramaturgie an der Schauspielschule (Central Academy Of Drama/中央戏剧学院) in Peking, seinen Abschluss machte er 1991. 1993 begann er als DJ beim "Beijing Music Radio" (北京音乐广播), wo er heute noch als Moderator arbeitet. Dort stellte er zahlreiche bis dahin den chinesischen Musikfans unbekannte Musikbereiche vor und beeinflusste somit mehrere Generationen von Hörerschaft und Musiker. Außerdem moderiert er bei China Radio International in mehreren zweisprachigen Sendungen ("All That Jazz" oder "Beat Generation") und legt im Pekinger Club "Suzie Wong" auf. Als fast der einzige entsandte Medienvertreter kommentiert Zhang Youdai das jährliche Musikevent Grammy Awards live vor Ort seit den letzten Jahren für chinesische Radiosender. 2006 und 2007 reiste Zhang Youdai nach Deutschland und nahm dort an der Loveparade und am Musikfestival der Popkomm teil (sowohl als DJ als auch als Sprecher in Vortragbeiträgen). Seit 2008 arbeitet er zusammen mit dem Goethe-Institut Peking an der Veranstaltungsreihe für „Elektronische Musik“.